# Hockey op de Olympische Zomerspelen 1968
Hockey is een van de sporten die beoefend werden tijdens de Olympische Zomerspelen 1968 in Mexico-Stad.
Er namen 16 herenteams deel aan dit toernooi.
De 16 teams werden over twee groepen verdeeld, die een halve competitie speelden, de groepwinnaars en de nummers 2 plaatsten zich voor de halve finales, nummers 3 en 4 voor de strijd om de 5de plaats.

## Heren

### Voorronde

#### Groep A
| datum      | tijd  | land           | uitslag | land           |
| ---------- | ----- | -------------- | ------- | -------------- |
| 13 oktober | 10:30 | Nieuw-Zeeland  | 2 – 1   | India          |
| 13 oktober | 10:30 | West-Duitsland | 2 – 0   | België         |
| 13 oktober | 12:00 | Japan          | 2 – 1   | Mexico         |
| 13 oktober | 12:00 | Spanje         | 1 – 1   | DDR            |
| 14 oktober | 10:30 | België         | 4 – 0   | DDR            |
| 14 oktober | 10:30 | Spanje         | 0 – 0   | Japan          |
| 14 oktober | 12:00 | Nieuw-Zeeland  | 2 – 0   | Mexico         |
| 14 oktober | 16:00 | India          | 2 – 1   | West-Duitsland |
| 15 oktober | 11:00 | Spanje         | 2 – 0   | België         |
| 15 oktober | 11:00 | India          | 8 – 0   | Mexico         |
| 15 oktober | 12:30 | DDR            | 1 – 1   | Nieuw-Zeeland  |
| 15 oktober | 12:30 | West-Duitsland | 2 – 0   | Japan          |
| 17 oktober | 10:30 | West-Duitsland | 3 – 2   | DDR            |
| 17 oktober | 10:30 | België         | 4 – 0   | Mexico         |
| 17 oktober | 12:00 | Nieuw-Zeeland  | 1 – 0   | Japan          |
| 17 oktober | 12:00 | India          | 1 – 0   | Spanje         |
| 18 oktober | 11:00 | India          | 2 – 1   | België         |
| 18 oktober | 11:00 | West-Duitsland | 0 – 0   | Nieuw-Zeeland  |
| 18 oktober | 12:30 | Spanje         | 3 – 0   | Mexico         |
| 18 oktober | 12:30 | DDR            | 1 – 0   | Japan          |
| 20 oktober | 10:30 | DDR            | 2 – 0   | Mexico         |
| 20 oktober | 12:00 | India          | 5 – 0   | Japan          |
| 20 oktober | 12:00 | Nieuw-Zeeland  | 1 – 1   | België         |
| 20 oktober | 16:00 | West-Duitsland | 2 – 0   | Spanje         |
| 21 oktober | 10:30 | West-Duitsland | 5 – 1   | Mexico         |
| 21 oktober | 10:30 | België         | 4 – 2   | Japan          |
| 21 oktober | 12:00 | India          | 1 – 0   | DDR            |
| 21 oktober | 16:00 | Nieuw-Zeeland  | 1 – 1   | Spanje         |

| Rang | Land           | Wed | W | G | V | DV | DT |     | Ptn |
| ---- | -------------- | --- | - | - | - | -- | -- | --- | --- |
| 1    | India          | 7   | 6 | 0 | 1 | 20 | 4  | 16  | 12  |
| 2    | West-Duitsland | 7   | 5 | 1 | 1 | 15 | 5  | 10  | 11  |
| 3    | Nieuw-Zeeland  | 7   | 3 | 4 | 0 | 8  | 4  | 4   | 10  |
| 4    | Spanje         | 7   | 2 | 3 | 2 | 7  | 5  | 2   | 7   |
| 5    | België         | 7   | 3 | 1 | 3 | 14 | 9  | 5   | 7   |
| 6    | DDR            | 7   | 2 | 2 | 3 | 7  | 10 | -3  | 6   |
| 7    | Japan          | 7   | 1 | 1 | 5 | 4  | 14 | -10 | 3   |
| 8    | Mexico         | 7   | 0 | 0 | 7 | 2  | 26 | -24 | 0   |

#### Groep B
| datum      | tijd  | land             | uitslag | land             |
| ---------- | ----- | ---------------- | ------- | ---------------- |
| 13 oktober | 10:30 | Australië        | 2 – 0   | Kenia            |
| 13 oktober | 12:00 | Frankrijk        | 0 – 0   | Maleisië         |
| 13 oktober | 16:00 | Pakistan         | 6 – 0   | Nederland        |
| 13 oktober | 16:00 | Groot-Brittannië | 2 – 0   | Argentinië       |
| 14 oktober | 10:30 | Pakistan         | 1 – 0   | Frankrijk        |
| 14 oktober | 12:00 | Kenia            | 1 – 1   | Maleisië         |
| 14 oktober | 12:00 | Nederland        | 7 – 0   | Argentinië       |
| 14 oktober | 16:00 | Australië        | 0 – 0   | Groot-Brittannië |
| 16 oktober | 11:00 | Nederland        | 2 – 1   | Groot-Brittannië |
| 16 oktober | 11:00 | Kenia            | 2 – 0   | Frankrijk        |
| 16 oktober | 12:30 | Maleisië         | 1 – 1   | Argentinië       |
| 16 oktober | 12:30 | Pakistan         | 3 – 2   | Australië        |
| 17 oktober | 10:30 | Frankrijk        | 1 – 0   | Groot-Brittannië |
| 17 oktober | 12:00 | Pakistan         | 5 – 0   | Argentinië       |
| 17 oktober | 16:00 | Australië        | 3 – 0   | Maleisië         |
| 17 oktober | 16:00 | Kenia            | 2 – 0   | Nederland        |
| 19 oktober | 11:00 | Pakistan         | 2 – 1   | Groot-Brittannië |
| 19 oktober | 11:00 | Kenia            | 2 – 1   | Argentinië       |
| 19 oktober | 12:30 | Frankrijk        | 1 – 0   | Australië        |
| 19 oktober | 12:30 | Nederland        | 1 – 0   | Maleisië         |
| 20 oktober | 10:30 | Nederland        | 1 – 0   | Frankrijk        |
| 20 oktober | 10:30 | Kenia            | 3 – 0   | Groot-Brittannië |
| 20 oktober | 12:00 | Australië        | 3 – 1   | Argentinië       |
| 20 oktober | 16:00 | Pakistan         | 4 – 0   | Maleisië         |
| 21 oktober | 10:30 | Argentinië       | 1 – 0   | Frankrijk        |
| 21 oktober | 12:00 | Pakistan         | 2 – 1   | Kenia            |
| 21 oktober | 12:00 | Australië        | 2 – 0   | Nederland        |
| 21 oktober | 16:00 | Groot-Brittannië | 2 – 0   | Maleisië         |

| Rang | Land             | Wed | W | G | V | DV | DT |     | Ptn |
| ---- | ---------------- | --- | - | - | - | -- | -- | --- | --- |
| 1    | Pakistan         | 7   | 7 | 0 | 0 | 23 | 4  | 19  | 14  |
| 2    | Australië        | 7   | 4 | 1 | 2 | 12 | 5  | 7   | 9   |
| 3    | Kenia            | 7   | 4 | 1 | 2 | 11 | 6  | 5   | 9   |
| 4    | Nederland        | 7   | 4 | 0 | 3 | 11 | 11 | 0   | 8   |
| 5    | Frankrijk        | 7   | 2 | 1 | 4 | 2  | 5  | -3  | 5   |
| 6    | Groot-Brittannië | 7   | 2 | 1 | 4 | 6  | 8  | -2  | 5   |
| 7    | Argentinië       | 7   | 1 | 1 | 5 | 4  | 20 | -16 | 3   |
| 8    | Maleisië         | 7   | 0 | 3 | 4 | 2  | 12 | -10 | 3   |

##### Beslissingswedstrijd groep B voor tweede plaats
| datum      |  | land      | uitslag | land  |
| ---------- |  | --------- | ------- | ----- |
| 22 oktober |  | Australië | 3 – 2   | Kenia |

### Plaatsingswedstrijden

#### 15de-16de plaats
| datum      | tijd  | land     | uitslag | land   |
| ---------- | ----- | -------- | ------- | ------ |
| 23 oktober | 12:30 | Maleisië | 1 – 0   | Mexico |

#### 13de-14de plaats
| datum      | tijd  | land  | uitslag | land       |
| ---------- | ----- | ----- | ------- | ---------- |
| 23 oktober | 12:30 | Japan | 2 – 0   | Argentinië |

#### 11de-12de plaats
| datum      | tijd  | land | uitslag | land             |
| ---------- | ----- | ---- | ------- | ---------------- |
| 23 oktober | 11:00 | DDR  | 2 – 1   | Groot-Brittannië |

#### 9de-10de plaats
| datum      | tijd  | land   | uitslag | land      |
| ---------- | ----- | ------ | ------- | --------- |
| 23 oktober | 11:00 | België | 3 – 0   | Frankrijk |

#### 5de t/m 8ste plaats
| datum      | tijd  | land      | uitslag | land          |
| ---------- | ----- | --------- | ------- | ------------- |
| 23 oktober | 11:00 | Nederland | 3 – 1   | Nieuw-Zeeland |
| 23 oktober | 12:30 | Spanje    | 2 – 1   | Kenia         |

#### 7de-8ste plaats
| datum      | tijd  | land          | uitslag | land  |
| ---------- | ----- | ------------- | ------- | ----- |
| 25 oktober | 11:00 | Nieuw-Zeeland | 2 – 0   | Kenia |

#### 5de-6de plaats
| datum      | tijd  | land      | uitslag | land   |
| ---------- | ----- | --------- | ------- | ------ |
| 25 oktober | 12:45 | Nederland | 1 – 0   | Spanje |

### Halve Finales
| datum      | tijd  | land      | uitslag | land           |
| ---------- | ----- | --------- | ------- | -------------- |
| 24 oktober | 11:00 | Australië | 2 – 1   | India          |
| 24 oktober | 12:45 | Pakistan  | 1 – 0   | West-Duitsland |

### Bronzen Finale
| datum      | tijd  | land  | uitslag | land           |
| ---------- | ----- | ----- | ------- | -------------- |
| 26 oktober | 11:00 | India | 2 – 1   | West-Duitsland |

### Finale
| datum      | tijd  | land     | uitslag | land      |
| ---------- | ----- | -------- | ------- | --------- |
| 26 oktober | 12:45 | Pakistan | 2 – 1   | Australië |

### Eindrangschikking
| rang   | land | sporter(s) |
| ------ | ---- | --- |
| Goud   | PAK  | Zakir Hussain, Tanvir Dar, Tariq Aziz, Saeed Anwar, Riaz Ahmed, Gulraiz Akhtar, Khalid Mahmood, Ashfaq Ahmed, Tariq Niazi, Mohammad Asad Malik, Jahangir Butt, Riaz ud-Din, Abdul Rashid |
| Zilver | AUS  | Brian Glencross, Paul Dearing, Raymond Evans, Robert Haigh, Donald Martin, James Mason, Patrick Nilan, Eric Pearce, Gordon Pearce, Julian Pearce, Desmond Piper, Frederick Quinn, Ronald Riley, Donald Smart |
| Brons  | IND  | Rajendra Christy, Gurbux Singh, Prithipal Singh, Ajitpal Singh, Balbir Singh I, Balbir Singh II, Victor John Peter, Harbinder Singh, Inder Singh, Tarsem Singh, Munir Sait, Perumal Krishnamurthy, Harmik Singh, Jagjit Singh Kular, Inamur Rehman                                                               |
| 4      | FRG  | Wolfgang Rott, Günther Krauss, Utz Aichinger, Jürgen Wein, Klaus Greinert, Uli Vos, Detlev Kittstein, Norbert Schuler, Fritz Schmidt, Carsten Keller, Michael Krause, Wolfgang Müller, Dirk Michel, Eckardt Suhl, Ulrich Sloma, Hermann End, Friedrich Josten, Wolfgang Baumgart                                 |
| 5      | NED  | Joost Boks, Aart Brederode, Edo Buma, Sebo Ebbens, John Elffers, Jan Piet Fokker, Otto ter Haar, Gerard Hijlkema, Arie de Keyzer, Ewald Kist, Tippy de Lanoy Meijer, Frans Spits, Heiko van Staveren, Theo Terlingen, Kick Thole, Theo van Vroonhoven, Piet Weemers                                              |
| 6      | ESP  | Carlos Del Coso, Antonio Nogues, Julio De Solaun, José Salles, José Dinares, Narciso Ventallo, Augustín Masana, Juan Quintana, Francisco Amat, Jorge Fábregas, Jorge Vidal, José Colomer, Juan Amat, Francisco Fábregas, Juan Alvear, Rafael Camiña, Pedro Amat                                                  |
| 7      | NZL  | John Anslow, Jan Borren, Roger Capey, John Christensen, John Hicks, Bruce Judge, Alan McIntyre, Ross McPherson, Barry Maister, Selwyn Maister, Alan Patterson, Edwin Salmon, Keith Thomson |
| 8      | KEN  | John Simonion, Kirpal Bhardwaj, Avtar Sohal, Mohamed Malik, Surjeet Panesar, Silvester Fernandes, Leo Fernandes, Hillary Fernandes, Davinder Deegan, Santokh Matharu, Aloysius Mendonca, Harvinder Marwa, Egbert Fernandes, Reynold Pereira                                                                      |
| 9      | BEL  | Jean-Marie Buisset, André Muschs, Marc Legros, Georges Vanderhulst, Jean-Louis Le Clerc, Yves Bernaert, Michel Deville, Claude Ravinet, Guy Miserque, Jean-Louis Roersch, Jean-François Gilles, Daniel Dupont, Armand Solie, William Hansen, Charly Bouvy                                                        |
| 10     | FRA  | Jean-Paul Sauthier, Jean-Claude Merkes, Patrick Burtschell, Gilles Verrier, Marc Chapon, Georges Corbel, Claude Windal, Stephane Joinau, Charles Pous, Richard Dodrieux, Jean-Paul Capelle, Philippe Vignon, Georges Grain, Alain Pascarel, Albert Vanpoulle, Bernard Arlin, Jean-Paul Petit, Michel Windal      |
| 11     | GDR  | Rainer Stephan, Axel Thieme, Eckhard Wallossek, Klaus Bahner, Horst Brennecke, Dieter Klaus, Lothar Lippert, Dieter Ehrlich, Karl-Heinz Freiberger, Reinhart Sasse, Hans-Dietrich Sasse, Rolf Thieme, Klaus Träumer, Helmut Rabis                                                                                |
| 12     | GBR  | Harold Cahill, Roger Flood, John Neill, James Deegan, Richard Oliver, David Wilman, Gerald Carr, Anthony Ekins, Keith Sinclair, Andrew Trentham, Jeremy Barham, Basil Christensen, Charles Donald, Timothy Lawson, Stuart Morris, Malcolm Read, Colin Whalley, Peter Wilson                                      |
| 13     | JPN  | Norihiko Matsumoto, Katsuhiro Yuzaki, Akio Takashima, Shigeo Kaoku, Tsuneya Yuzaki, Akio Kudo, Kyoichi Nagaya, Hiroshi Tanaka, Shozo Nishimura, Masashi Onda, Minoru Yoshimura, Akihito Wada, Yukio Kamimura, Kazuo Kawamura                                                                                     |
| 14     | ARG  | Eduardo Guelfand, Armando Cigognini, Jorge Piccioli, Osvaldo Monti, Fernando Calp, Jorge Tanuscio, Eduardo Anderson, Héctor Marinoni, Gerardo Lorenzo, Alberto Disera, Rodolfo Monti, Jorge Sabbione, Gabriel Scally, Daniel Portugués, Alfredo Quacquarini, Jorge Giannini, Carlos Kenny, Jorge Suárez          |
| 15     | MAS  | Ho Koh Chye, Francis Belavantheran, Naganathy Srishanmuganathan, Arulraj Michael, Alagaratnam Kumaratnam, Ibrahim Ameenuddin, Joseph Johnson, Savinder Singh, Arumugam Sabapathy, Yang Siow-Ming, Koh Hock Seng, Sewa Harnahal, Keo Chong-Jin, S. Jeevajothy, Yogeswaran Rajaratnam, Kuldip Singh, Leong Wey-Pyu |
| 16     | MEX  | Antonio Prud'Homme, David Sevilla, Javier Varela, Adrián Maycsell, Zeno Fernández, Orlando Ventura, Héctor Bustamante, Héctor Ventura, Oscar Huacuja, Juan Calderón, Humberto Gutiérrez, Roberto Villaseñor, Enrique Filoteo, Jorge Bada, Manuel Fernández, Noel Gutiérrez, Adán Noriega                         |

Londen 1908 · 
Antwerpen 1920 · 
Amsterdam 1928 · 
Los Angeles 1932 · 
Berlijn 1936 · 
Londen 1948 · 
Helsinki 1952 · 
Melbourne 1956 · 
Rome 1960 · 
Tokio 1964 · 
Mexico-stad 1968 · 
München 1972 · 
Montréal 1976 · 
Moskou 1980 · 
Los Angeles 1984 · 
Seoel 1988 · 
Barcelona 1992 · 
Atlanta 1996 · 
Sydney 2000 · 
Athene 2004 · 
Peking 2008 · 
Londen 2012 · 
Rio de Janeiro 2016 · 
Tokio 2020 · 
Parijs 2024 · 
Los Angeles 2028 
Medaillewinnaars
Atletiek · Basketbal · Boksen · Gewichtheffen · Hockey · Kanovaren · Moderne vijfkamp · Paardensport · Pelota (demonstratie) · Roeien · Schermen · Schietsport · Schoonspringen · Tennis (demonstratie) · Turnen · Voetbal · Volleybal · Waterpolo · Wielersport · Worstelen · Zeilen · Zwemmen